# Классика Сан-Себастьяна 2019
39-й выпуск Классики Сан-Себастьяна— однодневная велогонка, проходившая в окрестностях испанского города Сан-Себастьян в рамках Мирового тура UCI 2019 (категория 1UWT). Первую свою победу в рамках Мирового тура одержал бельгийский велогонщик Ремко Эвенепул.

## Участники
| UCI WorldTeams (18)- Deceuninck-Quick Step - AG2R La Mondiale - Astana - Bora-hansgrohe - CCC Team - EF Education First - Groupama-FDJ - Ineos - Lotto Soudal - Movistar Team - Mitchelton-Scott - Team Sunweb - Bahrain-Merida - Dimension Data - Trek-Segafredo - Team Jumbo-Visma - Katusha-Alpecin - UAE Team Emirates UCI Professional Continental Teams (4)- Burgos-BH - Caja Rural-Seguros RGA - Cofidis, Solutions Crédits - Euskadi Basque Country-Murias |
| |

## Маршрут
Соревнование проходило по провинции Гипускоа в Стране Басков до города Сан-Себастьян протяженностью 227,3 км. Кроме того, общее количество горных перевалов состояло из 8, среди которых Хайскибель и Аркале были преодолены дважды, с целью повысить конкуренцию среди гонщиков. Позже в гонке велосипедисты преодолели последний холм Мургил Тонторра протяженностью 1,8 километра при градиенте 11,3 % , а затем спустились и финишировали в городе Сан-Себастьян.

## Ход гонки
Ремко Эвенепул проявил свою силу и мастерство за 20 километров до финиша, когда смог ответить на атаку Тома Скуйиньша и оторваться от него. В это время Энрик Мас, его товарищ по команде, успешно отражал атаки из группы сзади. В своем дебютном участии в гонке, гонщик смог одержать победу в 39-м издании Классики Сан-Себастьяна, находясь в одиночном отрыве. Он опередил группу опытных гонщиков на 38 секунд.

## Результаты
| \| Генеральная классификация \| Генеральная классификация \| Генеральная классификация \| Генеральная классификация \| Генеральная классификация \| \| Гонщик \| Гонщик \| Команда \| Время \| \| \| ------------------------- \| ------------------------- \| ------------------------- \| ------------------------- \| ------------------------- \| \| 1-й \| Ремко Эвенепул \| Deceuninck-Quick Step \| 5ч 44' 27 \| \| \| 2-й \| Грег Ван Авермат \| CCC Team \| + 38 \| \| \| 3-й \| Марк Хирши \| Team Sunweb \| + 38 \| \| \| 4-й \| Горка Исагирре \| Astana \| + 38 \| \| \| 5-й \| Бауке Моллема \| Trek-Segafredo \| + 38 \| \| \| 6-й \| Патрик Конрад \| Bora-Hansgrohe \| + 38 \| \| \| 7-й \| Йелле Ванендерт \| Lotto-Soudal \| + 38 \| \| \| 8-й \| Энрик Мас \| Deceuninck-Quick Step \| + 38 \| \| \| 9-й \| Майкл Вудс \| EF Education First \| + 38 \| \| \| 10-й \| Алехандро Вальверде \| Movistar Team \| + 38 \| \| |                     |                       |           |
| |                     |                       |           |
| Источник: ProCyclingStats |                     |                       |           |
| Генеральная классификация |                     |                       |           |
| Гонщик | Гонщик              | Команда               | Время     |
| 1-й | Ремко Эвенепул      | Deceuninck-Quick Step | 5ч 44' 27 |
| 2-й | Грег Ван Авермат    | CCC Team              | + 38      |
| 3-й | Марк Хирши          | Team Sunweb           | + 38      |
| 4-й | Горка Исагирре      | Astana                | + 38      |
| 5-й | Бауке Моллема       | Trek-Segafredo        | + 38      |
| 6-й | Патрик Конрад       | Bora-Hansgrohe        | + 38      |
| 7-й | Йелле Ванендерт     | Lotto-Soudal          | + 38      |
| 8-й | Энрик Мас           | Deceuninck-Quick Step | + 38      |
| 9-й | Майкл Вудс          | EF Education First    | + 38      |
| 10-й | Алехандро Вальверде | Movistar Team         | + 38      |